# Tiberi Claudi Pompeià
Tiberi Claudi Pompeià (en llatí Tiberius Claudius Pompeianus) va ser un polític i militar romà del segle ii. Era fill d'un cavaller romà d'Antioquia que va ascendir a les més altes posicions de l'estat en temps de Marc Aureli. Va ser pare de Tiberi Claudi Pompeià Quintià.
Entre altres missions, l'emperador el va enviar com a llegat contra els bàrbars de l'altre costat del Rin quan volien entrar a Itàlia. L'any 173 era cònsol i cònsol sufecte probablement el 176. es va casar amb Ànnia Lucil·la, la filla de l'emperador, abans d'acabar el període habitual de dol pel seu primer marit Luci Ver. Li va encarregar la custòdia del jove Còmmode i va ser un dels pocs que es va salvar del tirà, a causa del fet que li va tolerar les seves bogeries i el va ajudar en els seus vicis.
Després es va retirar a la vida privada, al·legant problemes a la vista i la seva avançada edat, fins que Pertinax, que havia servit a les seves ordres, el va tractar amb la màxima distinció i Didi Julià el va convidar a sortir del seu retirament a Tàrraco i pujar al tron, que va refusar. Lampridi pensa que va morir al final del regnat de Còmmode i per orde d'aquest però diverses testimonis el mostren encara viu en temps de Septimi Sever.